# Vincenzo Carabetta
Vincenzo Carabetta (ur. 7 września 1973) – francuski judoka.
Uczestnik mistrzostw świata w 1997 i 1999. Mistrz świata w drużynie w 1994 i trzeci w 1998. Startował w Pucharze Świata w latach 1993, 1995, 1996 i 1998-2001. Wicemistrz Europy w 1994, trzeci w 1998, piąty w 1995 i 1999, a także zdobył trzy medale w drużynie. Triumfator igrzysk śródziemnomorskich w 2001. Wygrał igrzyska frankofońskie w 1994 i 2001. Trzeci na ME juniorów w 1993. Mistrz Francji w 1993, 1994 i 1996 roku.